# Andrea Ripa
Andrea Ripa (Rimini, 5 de janeiro de 1972) é um bispo italiano, desde 26 de janeiro de 2022 secretário-geral do Supremo Tribunal da Assinatura Apostólica e eleito bispo titular de Cerveteri.

## Biografia
Nasceu em Rimini, então bispado na província de Forlì, em 5 de janeiro de 1972.

## Formação e ministério sacerdotal
Após o colegial, ele se matriculou na faculdade de letras clássicas da Universidade de Urbino "Carlo Bo" e, em 1997, graduou-se com uma tese intitulada «Il Teatro 3 di Cirene». De 1992 a 1999 foi membro da missão arqueológica italiana em Cirene, Líbia, publicando também alguns artigos em revistas científicas de arqueologia.
Em março de 1998 ingressou no seminário episcopal "Emilio Biancheri" de Rimini, depois frequentou o Pontifício Seminário Regional "Benedetto XV" de Bolonha. Em 2003 obteve o bacharelado em Teologia Sagrada no estudo teológico acadêmico de Bolonha.
Em 24 de setembro de 2003 foi ordenado diácono, enquanto em 25 de setembro de 2004 foi ordenado sacerdote na catedral de Rimini por Dom Mariano De Nicolò.
Mais tarde mudou-se para Roma, onde obteve uma licenciatura em direito canônico na Pontifícia Universidade Lateranense em 2006. Também frequenta como auditor o curso introdutório à arqueologia cristã no Pontifício Instituto de Arqueologia Cristã. Durante os anos de seus estudos prestou serviço pastoral em várias realidades.
Na diocese de Rimini, de agosto de 2006 a junho de 2010, presta serviço pastoral na paróquia de San Martino di Riccione e, posteriormente, até janeiro de 2014, na paróquia de Sant'Andrea dell'Ausa, na via del Crocifisso, em Rimini.
Em março de 2010 obteve o doutorado em direito canônico summa cum laude, defendendo uma tese intitulada: «A novidade que faltava. O valor probatório das declarações das partes do Código de 1983 à Dignitas Connubii; a contribuição da jurisprudência rotativa”, publicado em 2010 no Corona Lateranensis.
Em julho de 2013 formou-se advogado da Rota no escritório do Tribunal da Rota Romana. É professor de direito canônico em várias instituições acadêmicas: Instituto Superior de Ciências Religiosas Alberto Marvelli, Faculdade de Teologia de Lugano (Suíça) e Pontifícia Universidade Lateranense; na sua diocese de origem é defensor do vínculo, juiz e vigário judicial adjunto no tribunal eclesiástico interdiocesano de Flaminio.
Em 12 de setembro de 2017 foi nomeado subsecretário da Congregação para o Clero, depois de ter exercido a função de funcionário do mesmo dicastério desde 2 de janeiro de 2013.
Em 1 de março de 2018 recebeu o título honorário de capelão de Sua Santidade, enquanto em 10 de abril do mesmo ano foi nomeado reitor da igreja de San Giovanni Battista dei Cavalieri di Rodi em Roma. Em 19 de novembro de 2021 foi nomeado novo capelão chefe do Grão Priorado de Roma da soberana ordem militar de Malta, sucedendo a Monsenhor Guido Mazzotta ..

## Ministério Episcopal
Em 26 de janeiro de 2022, o Papa Francisco o nomeia bispo titular de Cerveteri e secretário geral do Supremo Tribunal da Assinatura Apostólica; ele sucede Giuseppe Sciacca, nomeado presidente do Escritório do Trabalho da Sé Apostólica. No dia 26 de fevereiro, ele receberá a ordenação episcopal, no altar da Cátedra da Basílica de São Pedro, no Vaticano, pelo cardeal Pietro Parolin, co-consagrando o arcebispo Lazarus You Heung-sik e o bispo Francesco Lambiasi.